# Ron Darling
Pour les articles homonymes, voir Darling.
Ronald Maurice Darling (né le 19 août 1960 à Honolulu, Hawaï, États-Unis) est un ancien lanceur partant  droitier des Ligues majeures de baseball. Il a joué de 1983 à 1995 et s'est surtout distingué chez les Mets de New York.

## Carrière

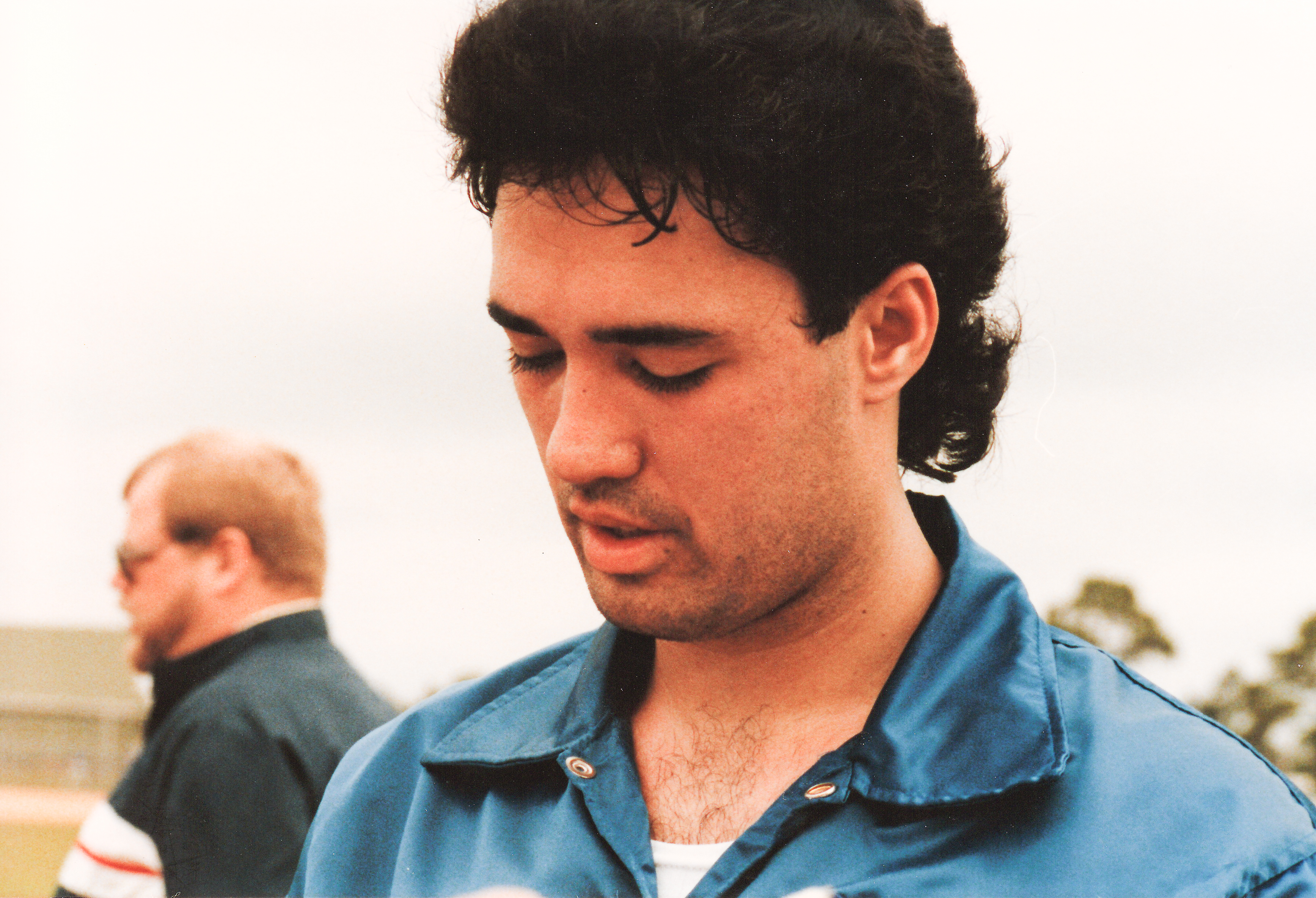
Ron Darling en 1986 avec les Mets.

Sélectionné en première ronde (9e choix au total) par les Rangers du Texas en 1981, Ron Darling est cédé avec le lanceur Walt Terrell aux Mets de New York le 1er avril 1982, en retour du voltigeur Lee Mazzilli.
Avec les Mets, chez qui il fait ses débuts en septembre 1983, Darling fera partie, aux côtés de Dwight Gooden et Sid Fernandez, d'une rotation de lanceurs partants qui se montrera très efficace au milieu des années 1980.
Darling obtient une place dans la rotation dès 1984, alors qu'il remporte 12 victoires en 33 départs, terminant 5e au scrutin de la recrue de l'année de la Ligue nationale, remporté par son coéquipier Gooden.
De 1985 à 1989, il connaîtra des saisons de 16, 15, 12, 17 et 14 gains. Sa moyenne de points mérités descend à 2,90 en 1985, année de sa seule sélection au match des étoiles, puis à 2,81 en 1986, alors qu'il est un des quatre lanceurs des Mets en lice pour le trophée Cy Young (finalement attribué à Mike Scott des Astros de Houston).
Après un départ difficile contre les Astros au cours de la Série de championnat de la Ligue nationale en 1986, il brille en Série mondiale, alors qu'il n'accorde aucun point mérité aux Red Sox de Boston durant 14 manches consécutives. Il perd cependant le premier duel de la série face à son vis-à-vis, Bruce Hurst, dans un match gagné 1-0 par les Sox. Dans le match #4, il mène les Mets à un gain de 6-2. Darling complète la Série mondiale 1986 avec une moyenne de points mérités d'à peine 1,53 en 17 manches et deux tiers lancées, et les Mets remportent les grands honneurs.
En 1989, il remporte un Gant doré pour son efficacité en défensive à la position de lanceur.
En 1990, le droitier connaît sa première saison complète perdante en carrière et passe aux Expos de Montréal en juillet l'année suivante, en compagnie du lanceur gaucher Mike Thomas dans une transaction qui envoie le lanceur de relève Tim Burke à New York. Darling effectue trois départs pour Montréal et encaisse deux défaites. L'équipe, craignant de le perdre sur le marché des agents libres à la fin du calendrier régulier, le cède aux A's d'Oakland à la date limite des échanges contre le lanceur gaucher Matt Grott et Russell Cormier, un lanceur droitier qui ne dépassera pas les ligues mineures. 
Le lanceur ne gagne que 3 décisions sur 10 durant le reste de la saison 1991, mais il signe tout de même à nouveau avec Oakland. Il rebondit en 1992 avec une saison de 15 victoires et complétera sa carrière dans les Ligues majeures avec les A's en 1995.
En 382 parties jouées, Ron Darling a effectué 364 départs, lancé 37 matchs complets et 13 blanchissages, remporté 136 victoires contre 116 défaites, réussi 1590 retraits sur des prises et présenté une moyenne de points mérités de 3,87.

## Après-carrière
Ron Darling fait carrière à la télévision dans diverses émissions sportives depuis 2000. En 2005, il a été commentateur à la télé lors de la saison inaugurale des Nationals de Washington.
En 2006, il fut engagé comme commentateur des matchs des Mets de New York, où il partagea la vedette avec son ancien coéquipier Keith Hernandez. Les deux hommes ont même lancé, en compagnie de l'animateur Gary Cohen, un site Internet via lequel ils vendent divers objets de collection dont les profits sont versés à des œuvres de charité.
En 2001, Ron Darling a reçu un vote au scrutin du Temple de la renommée du baseball, un nombre insuffisant pour lui permettre d'être intronisé ou de réapparaître sur les bulletins de vote.